# Lý Vinh Xán
Lý Vinh Xán (tiếng Trung giản thể: 李荣灿, bính âm Hán ngữ: Lǐ Róngcàn, sinh tháng 9 năm 1966, người Hán) là chính trị gia nước Cộng hòa Nhân dân Trung Hoa. Ông là Ủy viên dự khuyết Ủy ban Trung ương Đảng Cộng sản Trung Quốc khóa XX, hiện là Phó Bí thư chuyên chức Tỉnh ủy Hồ Bắc. Ông từng là Bộ trưởng Bộ Tổ chức Tỉnh ủy Hồ Bắc; Thường vụ Tỉnh ủy Cam Túc, Bí thư Thành ủy Lan Châu; Phó Tỉnh trưởng Cam Túc.
Lý Vinh Xán là đảng viên Đảng Cộng sản Trung Quốc, học vị Cử nhân Kế toán, Thạc sĩ Quản trị kinh doanh. Ông có sự nghiệp hơn 20 năm ở cơ quan trung ương về kinh tế thương mại trước khi được điều về lãnh đạo địa phương.

## Xuất thân và giáo dục
Lý Vinh Xán sinh vào tháng 9 năm 1966 tại chuyên khu Thiệu Hưng, nay là địa cấp thị của tỉnh Chiết Giang, Cộng hòa Nhân dân Trung Hoa. Ông lớn lên và tốt nghiệp cao trung ở Thiệu Hưng, thi cao khảo vào năm 1985 và đỗ Học viện Tài chính Kinh tế Giang Tây, nay là Đại học Tài chính Kinh tế Giang Tây, sang thủ phủ Nam Xương nhập học hệ kế toán tài vụ từ tháng 9 cùng năm và tốt nghiệp cử nhân chuyên ngành kế toán học vào tháng 7 năm 1989. Tháng 3 năm 1998, ông bắt đầu theo học chương trình nghiên cứu sinh tại chức sau đại học ở Đại học Thương mại và Kinh tế quốc tế tại Bắc Kinh, về chương trình quản lý công thương của Trường Quản lý công thương quốc tế, nhận bằng MBA vào tháng 12 năm 2000. Lý Vinh Xán được kết nạp Đảng Cộng sản Trung Quốc vào tháng 8 năm 1989, ông từng tham gia khóa bồi dưỡng và huấn luyện nhất ban cán bộ trung, thanh niên từ tháng 9 năm 2011 đến tháng 1 năm 2012; khóa tiến tu cán bộ cấp tỉnh, bộ kỳ 55 giai đoạn tháng 5–7 năm 2014, kỳ 65 giai đoạn tháng 3–4 năm 2019, đều tại Trường Đảng Trung ương Đảng Cộng sản Trung Quốc.

## Sự nghiệp

### Bộ Kinh tế
Tháng 8 năm 1989, sau khi tốt nghiệp Tài Kinh Giang Tây, Lý Vinh Xán được tuyển vào Bộ Kinh tế Thương mại Quốc tế để công tác ở vị trí cán bộ Phòng Chế độ của Ty Kế toán tài chính, ngạch khoa viên. Giai đoạn này, ông từng được chọn và điều về huyện Thông, nay là quận Thông Châu của Bắc Kinh để tham gia chương trình huấn luyện tại địa phương ở Công ty Thương mại đối ngoại huyện Thông. Tháng 8 năm 1993, sau khi bộ được cải tổ thành Bộ Hợp tác Kinh tế Thương mại Quốc tế, ông được nâng ngạch là phó chủ nhiệm khoa viên, sau đó tiếp tục nâng lên chủ nhiệm từ tháng 11 năm 1994, đồng thời chuyển vị trí sang Phòng Quản lý tài sản quốc hữu thuộc Ty Tài vụ kế hoạch. Ông dần được thăng chức làm Phó Trưởng phòng Quản lý tài sản quốc hữu từ cuối năm 1995, chuyển chức làm Phó Trưởng phòng Chế độ tổng hợp từ đầu năm 1996, rồi Trưởng phòng từ tháng 9 năm 1998. Ở vị trí này 5 năm, đến tháng 4 năm 2002, ông được bổ nhiệm làm Phó Ty trưởng Ty Tài vụ kế hoạch, rồi sau đó 1 năm, khi bộ một lần nữa cải tổ thành Bộ Thương mại, ông chuyển vị trí sang cơ quan mới, rồi được thăng chức làm Ty trưởng từ tháng 3 năm 2006. Thời gian này, ông từng được chọn và điều về thủ phủ Quảng Châu làm Ủy viên Ủy ban Thường vụ Thành ủy, Phó Thị trưởng Quảng Châu từ tháng 11 năm 2008 đến tháng 12 năm 2009. Từ tháng 10 năm này, ông là Chủ nhiệm Văn phòng nghiên cứu Chính sách Bộ Thương mại, là Thành viên Đảng tổ, Trợ lý Bộ trưởng từ tháng 1 năm 2011.

### Tổ chức địa phương
Tháng 12 năm 2012, sau hơn 20 năm công tác ở Bộ Thương mại, Lý Vinh Xán được điều về Cam Túc, nhậm chức Phó Tỉnh trưởng, Thành viên Đảng tổ Chính phủ Nhân dân tỉnh Cam Túc. Đến tháng 6 năm 2015, ông được bầu vào Ủy ban Thường vụ Tỉnh ủy Cam Túc, sau đó 1 năm thì được phân về thủ phủ Lan Châu làm Bí thư Thành ủy, Bí thư thứ Nhất Đảng ủy Khu Cảnh bị Lan Châu, Bí thư thứ Nhất Ủy ban Công tác Đảng Tân khu Lan Châu. Lãnh đạo Lan Châu 5 năm, đến tháng 4 năm 2021, Lý Vinh Xán được điều tới Hồ Bắc, chỉ định vào Ủy ban Thường vụ Tỉnh ủy, nhậm chức Bộ trưởng Bộ Tổ chức Tỉnh ủy Hồ Bắc, kiêm Hiệu trưởng Trường Đảng Tỉnh ủy, Viện trưởng Học viện Hành chính Hồ Bắc. Tới ngày 6 tháng 3 năm 2022, ông được phân công làm Phó Bí thư chuyên chức Tỉnh ủy Hồ Bắc. Cuối năm này, ông là đại biểu của đoàn Hồ Bắc dự Đại hội Đảng Cộng sản Trung Quốc lần thứ XX. Trong quá trình bầu cử tại đại hội, ông được bầu là Ủy viên dự khuyết Ủy ban Trung ương Đảng Cộng sản Trung Quốc khóa XX.